# Emma Wilson (doyenne de l'humanité)
Emma Wyatt Wilson, née Dysart le 12 mai 1870, décédée le 13 octobre 1983, est une supercentenaire américaine reconnue comme la doyenne de l'humanité du 13 novembre 1982 jusqu'à sa mort.

## Biographie
Emma Wilson est née Emma Dysart à Center, dans le comté de Buchanan, au Missouri, de James et Katherine Martin Dysart, le 12 mai 1870. Elle a épousé George Bartlet Wilson à Ava, dans le comté de Douglas au Missouri, le 9 mai 1914. Elle n'a pas eu d'enfants. Emma a travaillé comme enseignante jusqu'à sa retraite. Elle est devenue veuve en 1945.
Emma Wilson est décédée à Ava, dans le comté de Douglas, Missouri, le 13 octobre 1983, à l'âge de 113 ans et 154 jours. Sa sœur, Dora Smith (1868–1970), a vécu jusqu'à 102 ans.